# Montafon

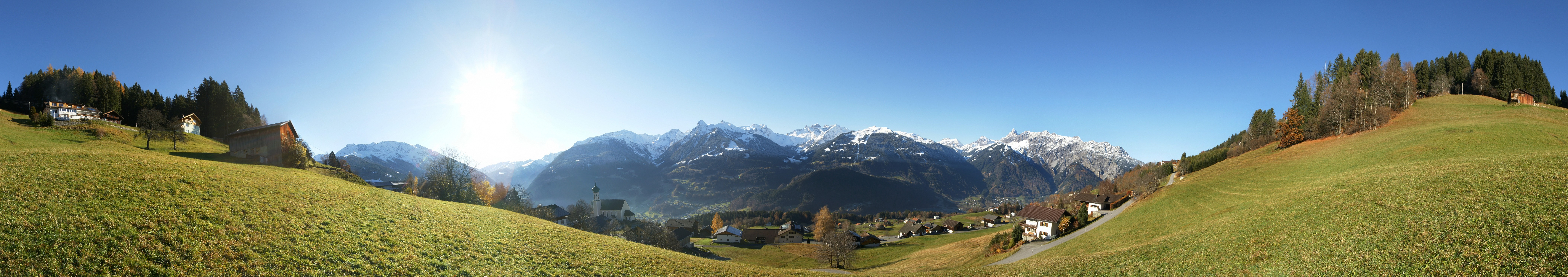
Vista panorámica de la montaña Bartholomäberg - Montafon

El Montafon es un valle de 39 km de largo en Vorarlberg (Austria), que se extiende desde Bielerhöhe a Bludenz y es atravesado por el Ill. El valle limita al norte con el grupo Verwall y al sur con el Rätikon y el Silvretta. La elevación más alta en el área es el Piz Buin de 3312 m de altura en el grupo Silvretta.

## Economía

### Agricultura

Comunidades en el valle de Montafon

#### La vacaMontafoner Braunvieh

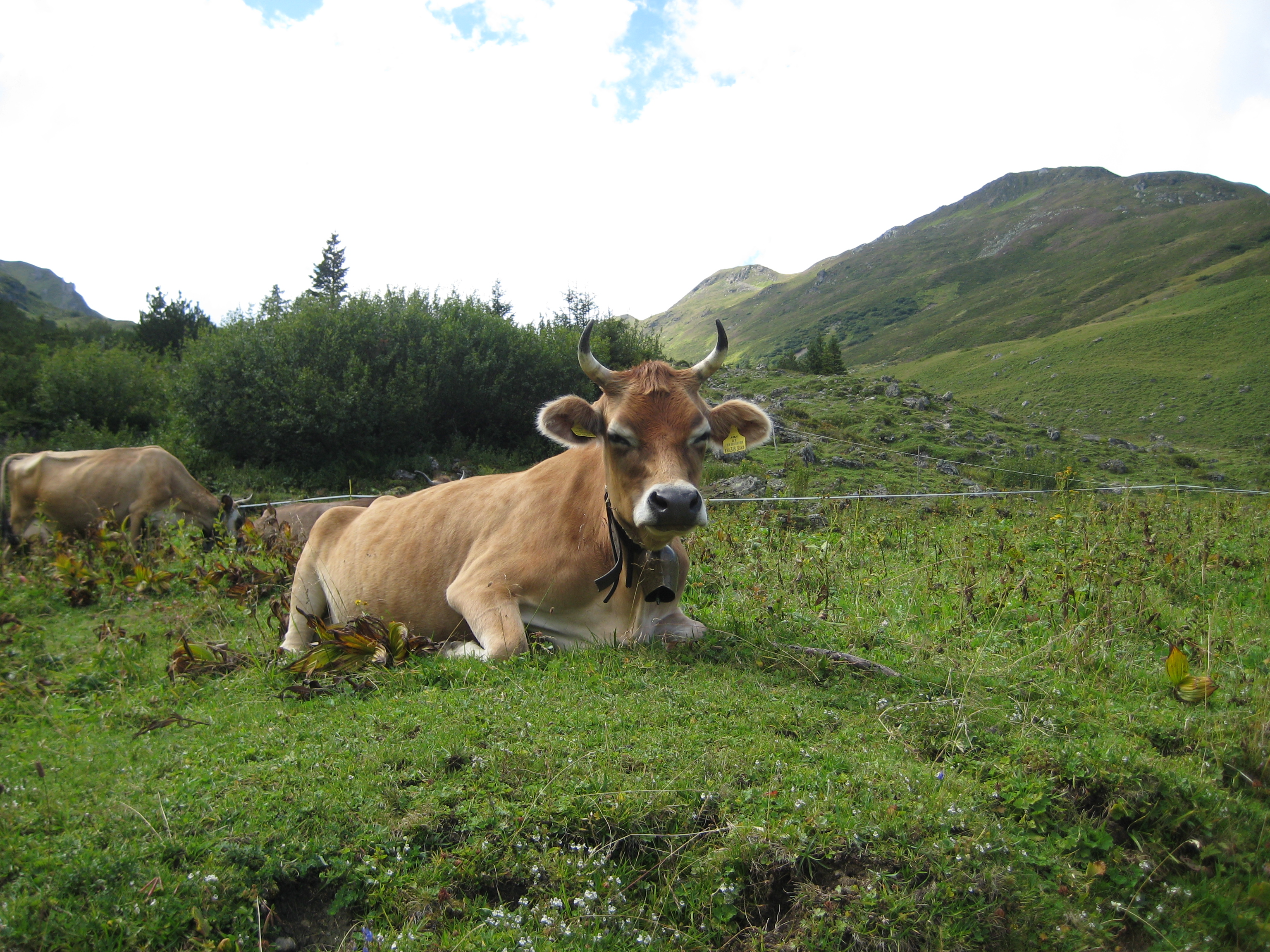
Vaca especial Montafoner Braunvieh

Este Braunvieh es un descendiente del Torfrindes. Fue creado a partir de diferentes tipos de vacas en Suiza, Vorarlberg y en la región de Allgäu. El conocido Montafoner Braunvieh lleva sangre de Eringern. Para mejorar la cantidad de la producción de leche el Braunvieh local fue cruzado con Parda alpina, aproximadamente en 1960.

#### Maisäßlandschaft
Maisäs se llama una forma especial de la alp: área despejada con cabañas y establos. En cada Maisäß hay al menos una casa pequeña o una choza y un establo. Las mazorcas de maíz y las formas paisajísticas asociadas son una expresión del uso tradicional de la tierra en el Montafon, cuya historia se remonta a la economía de la agricultura en tres etapas. Hoy en día, muchas mazorcas de maíz ya no se cultivan, a menudo han perdido gran parte de su importancia anterior a través del cambio estructural agrícola.

### Turismo
Una rama importante de la actividad es el turismo. El valle está bien desarrollado por la carretera Silvretta Hochalpenstraße. Es un destino turístico popular tanto en verano como en invierno. Un total de aproximadamente 20.000 camas (aproximadamente 1300 anfitriones) se encuentran entre 650 y 1430 m sobre el nivel del mar, rodeado de montañas hasta 3312 m (Piz Buin). 
Cada año, se cuentan alrededor de 2 millones de pernoctaciones. Un aporte importante al desarrollo vino de la construcción en 1905 del ferrocarril Montafonbahnen de Bludenz a Schruns.

#### Deportes de invierno
En Montafon hay cinco zonas de esquí: Golm, Silvretta Montafon, Gargellen, Silbertal-Kristberg y Silvretta-Bielerhöhe, con un total de 60 teleféricos y remontes y 225 km de pistas marcadas (Azul: 93,6 km, Rojo: 66,8 km, Negro: 11,5 km), incl. 53,2 km rutas de esquí. También hay 2 pistas de patinaje en hielo y 5 pistas de curling bávaro.
Varias zonas de 'freeride se encuentran asimismo en el valle de Montafon, por ejemplo, el Novatal, el Hochjoch o Gargellen. Para excursiones y senderismo de invierno hay numerosas rutas preparadas y parcialmente iluminadas con una longitud total de 290 km.

#### Deportes de verano
En verano, el valle de Montafon ofrece más de 1130 km de senderos marcados, algunos especialmente adecuados para los niños y para cochecitos de niños ("Camino Muntafuner Gagla"). Hay tres rutas de senderismo en Montafon que tienen el sello de calidad austriaco llamado "Wandergütesiegel" (Gauertaler AlpkulTour, la Schmugglerpfad y la Cultura y la Landschaftspfad Gaschurn Partenen Galtür). Nueve teleféricos también están en funcionamiento en verano. Muchas de las rutas de senderismo también se pueden usar para nordic walking.
Los ciclistas y ciclistas de montaña tienen acceso a 270 km de rutas disponibles. Las rutas están señalizadas y, en particular, las rutas de bicicleta de montaña de acuerdo al sistema de los tres colores, igual que el sistema de las pistas de esquí de acuerdo a su nivel de dificultad. 
La carretera alpina Silvretta Hochalpenstraße es, con pendientes de hasta el 14 %, una ruta muy popular para los ciclistas de carretera. En verano se hace anualmente el M3 maratón de bicicleta de montaña en Montafon. Además, en el valle de Montafon hay 28 estaciones de servicio especialmente para bicicletas eléctricas para cargar o cambiar la batería. 
Los lagos Lünsersee, Kops y Silvretta y la cantera Roter Stein son zonas de pesca populares.
En verano están disponibles 26 clubes alpinos y refugios, así como varios autobuses que ofrecen transporte para los alpinistas.

#### Copa Montafon
Weltcup Montafon es un evento anual de snowboard

#### Monatafoner Resonanzen
Montafoner Resonanzen es un festival de música de diferentes estilos en lugares poco habituales en las montañas de Montafon.

## Cultura

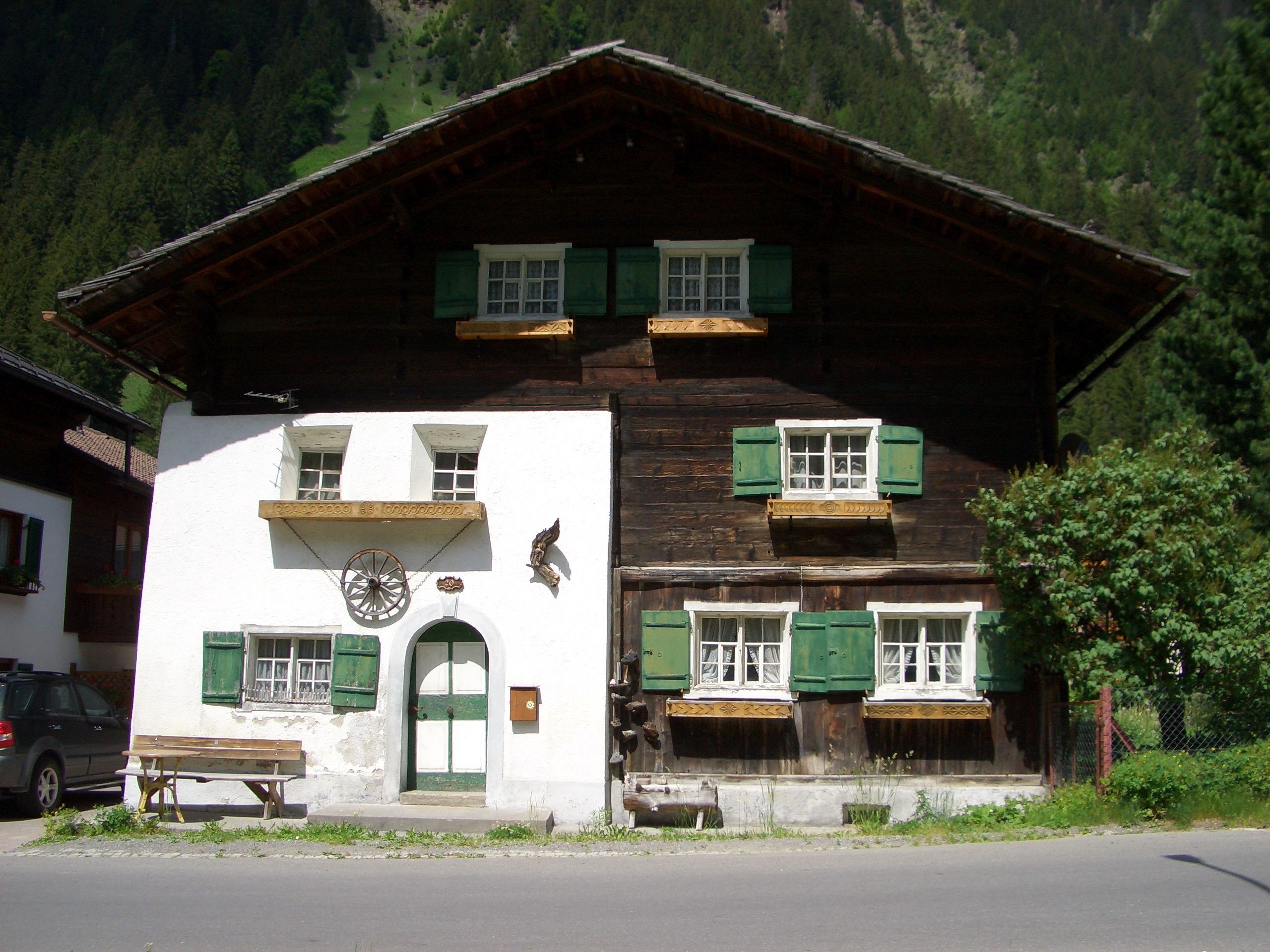
Casa típica de Montafon

### Montafon Sauerkäs
El queso agrio de Montafon o Muntafunr Sura Kees (dialecto: Sura Kees o Sura Käs significa queso agrio) es un queso de leche agria que se produce en Montafon desde el siglo XII. Así, Montafon cuenta con una de las tradiciones queseras más antiguas de la región alpina.

### La casa de Montafon
A partir de la casa retorrománica y de la casa Walser, se desarrolló una forma arquitectónica de casas propia del valle. Surgió una nueva forma de construcción mixta de piedra y madera. Como forma de construcción independiente, se le conoce como Montafonerhaus. En toda Austria y en toda la región alpina no hay ningún otro valle tan pequeño que tenga su propio tipo de casa. La casa de Montafon es el principal componente del paisaje cultural de Montafon.

### La mesa Montafon
La mesa Montafon tiene un tablero cuadrado o generalmente octogonal decorado con marquetería, con una tabla de pizarra incrustada en el centro, sobre pies inclinados con un cajón. La tabla de pizarra evitaba que se quemaran las sartenes u ollas calientes y servía como tablero de escritura. Las tablas que conectan los pies justo por encima del suelo se utilizan para colocar los pies más cómodamente y se llaman holgazanes o Vergeltsgott.
Suelen incluir un banco de esquina, dos o más sillas y el Herrgottswinkel con una cruz y dos imágenes votivas.
Las mesas Montafon más antiguas que se conservan datan de alrededor de 1700.

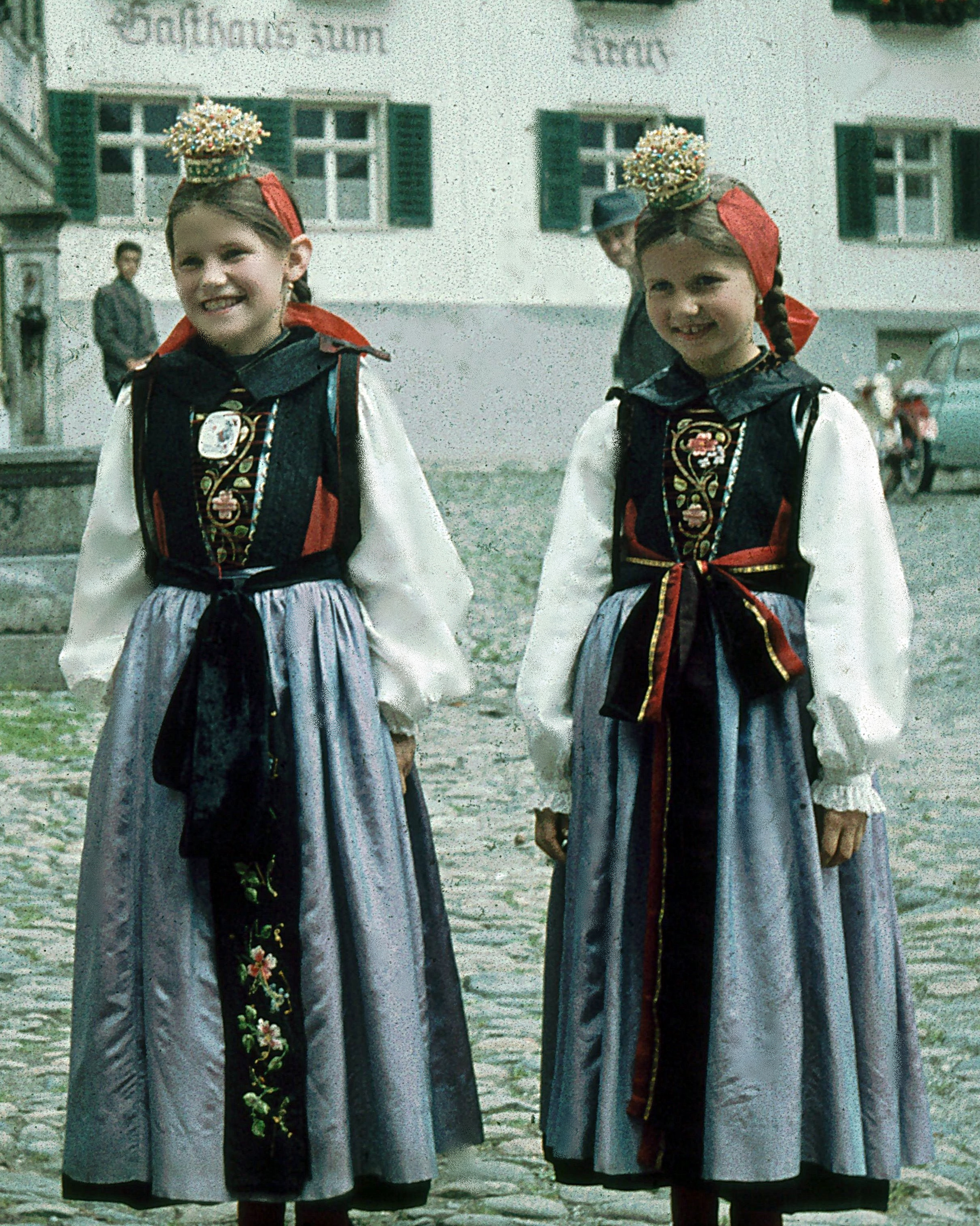
Montafon Tracht

### Ernest Hemingway y el Montafon
El posterior Premio Nobel Ernest Hemingway pasó dos vacaciones de invierno de varios meses en Schruns (invierno de 1924/1925 e invierno de 1925/1926). En sus obras Nieve en el Kilimanjaro y París - Un festín para la vida, el autor estadounidense escribió extensamente sobre la región y la hizo internacionalmente famosa.